# Масинди (город)

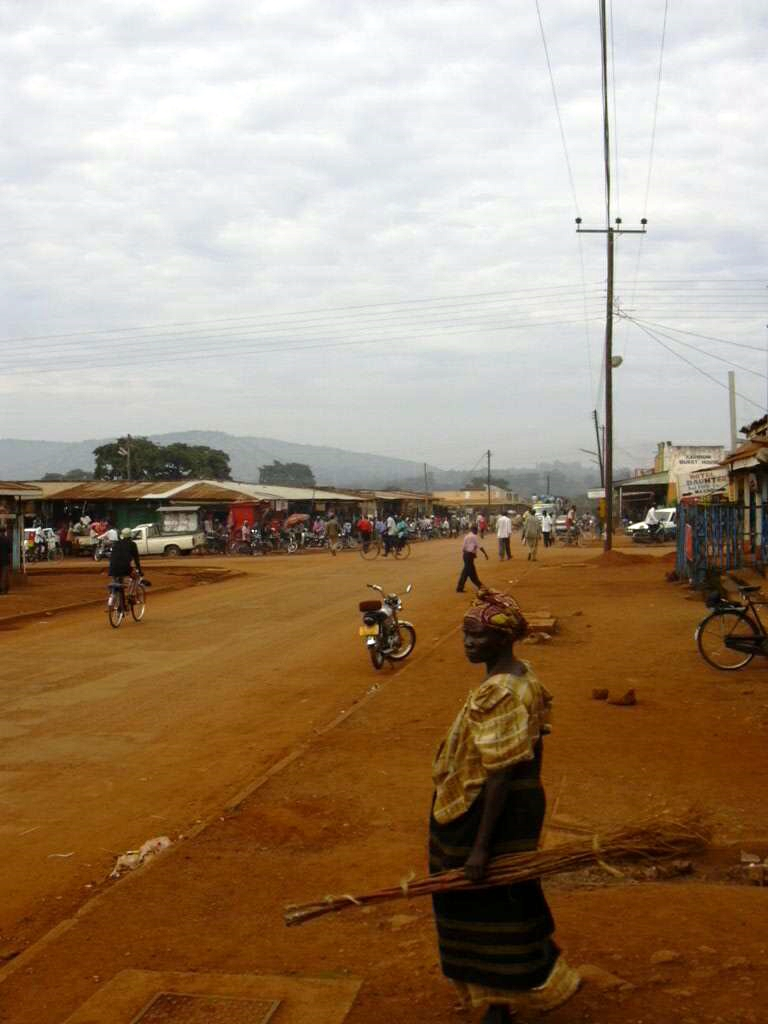
Городской рынок

Масинди (англ. Masindi) — город в Уганде, расположен в Западной области и является административным центром округа Масинди.
Расположен приблизительно в 200 км к северо-западу от Кампалы, между угандийской столицей и Национальным парком Мурчисон-Фоллс, расположенном недалеко от города на всепогодном асфальтированном шоссе.

## Население
По данным национальной переписи населения 2002 года, в Масинди насчитывалось около 28 300 жителей. В 2010 году Бюро статистики Уганды (UBOS) показало численность населения 43 000 человек. В 2011 году по оценкам UBOS в середине года население должно было увеличиться до 45 400 человек. Национальная перепись населения Уганды, проведенная в августе 2014 года, показала, что население Масинди составляет 94 622 жителя.

## История
Масинди был столицей государства XII—XIII в. Уньоро (также именуется Буньоро, до XVI века — Китара). В 1910 здесь была основана миссия белых отцов.
Имеется аэропорт.